# Coleophora unistriella
Coleophora unistriella é uma espécie de mariposa do gênero Coleophora pertencente à família Coleophoridae.